# Diocesi di Ekiti
La diocesi di Ekiti (in latino Dioecesis Ekitiensis) è una sede della Chiesa cattolica in Nigeria suffraganea dell'arcidiocesi di Ibadan. Nel 2021 contava 446.475 battezzati su 3.414.370 abitanti. È retta dal vescovo Felix Femi Ajakaye.

## Territorio
La diocesi comprende per intero lo Stato nigeriano di Ekiti e in minima parte quello di Kwara.
Sede vescovile è la città di Ado-Ekiti, dove si trova la cattedrale di San Patrizio.
Il territorio è suddiviso in 63 parrocchie.

## Storia
La diocesi di Ado-Ekiti fu eretta il 30 luglio 1972 con la bolla Divinum mandatum di papa Paolo VI, ricavandone il territorio dalla diocesi di Ondo. Originariamente era suffraganea dell'arcidiocesi di Lagos.
L'11 dicembre dello stesso anno ha assunto il nome attuale di diocesi di Ekiti.
Il 26 marzo 1994 è entrata a far parte della provincia ecclesiastica dell'arcidiocesi di Ibadan.

## Cronotassi dei vescovi
Si omettono i periodi di sede vacante non superiori ai 2 anni o non storicamente accertati.
- Michael Patrick Olatunji Fagun (30 luglio 1972 - 17 aprile 2010 ritirato)
- Felix Femi Ajakaye, succeduto il 17 aprile 2010

## Statistiche
La diocesi nel 2021 su una popolazione di 3.414.370 persone contava 446.475 battezzati, corrispondenti al 13,1% del totale.
| anno | popolazione | popolazione | popolazione | presbiteri | presbiteri | presbiteri | presbiteri                | diaconi | religiosi | religiosi | parrocchie |
| anno | battezzati  | totale      | %           | numero     | secolari   | regolari   | battezzati per presbitero | diaconi | uomini    | donne     | parrocchie |
| ---- | ----------- | ----------- | ----------- | ---------- | ---------- | ---------- | ------------------------- | ------- | --------- | --------- | ---------- |
| 1980 | 88.000      | 1.549.000   | 5,7         | 18         | 6          | 12         | 4.888                     |         | 12        | 16        | 12         |
| 1990 | 110.800     | 1.830.000   | 6,1         | 23         | 21         | 2          | 4.817                     |         | 2         | 41        | 21         |
| 1999 | 130.000     | 1.788.000   | 7,3         | 36         | 29         | 7          | 3.611                     |         | 7         | 56        | 37         |
| 2000 | 200.100     | 1.945.300   | 10,3        | 45         | 39         | 6          | 4.446                     |         | 6         | 53        | 36         |
| 2001 | 207.312     | 1.950.000   | 10,6        | 44         | 39         | 5          | 4.711                     |         | 5         | 52        | 34         |
| 2002 | 216.116     | 2.050.000   | 10,5        | 40         | 34         | 6          | 5.402                     |         | 6         | 48        | 36         |
| 2003 | 217.117     | 2.051.000   | 10,6        | 47         | 40         | 7          | 4.619                     |         | 7         | 56        | 44         |
| 2004 | 218.466     | 2.143.956   | 10,2        | 48         | 42         | 6          | 4.551                     |         | 6         | 58        | 47         |
| 2006 | 329.275     | 2.208.213   | 14,9        | 58         | 53         | 5          | 5.677                     |         | 5         | 55        | 61         |
| 2013 | 375.514     | 2.763.000   | 13,6        | 83         | 76         | 7          | 4.524                     |         | 10        | 66        | 62         |
| 2016 | 388.629     | 2.945.217   | 13,2        | 91         | 85         | 6          | 4.270                     |         | 9         | 75        | 62         |
| 2019 | 421.670     | 3.224.660   | 13,1        | 91         | 86         | 5          | 4.633                     |         | 8         | 58        | 63         |
| 2021 | 446.475     | 3.414.370   | 13,1        | 101        | 97         | 4          | 4.420                     |         | 7         | 67        | 63         |